# Himmelwand
Himmelwand är en bergstopp i Österrike.   Den ligger i distriktet Lienz och förbundslandet Tyrolen, i den centrala delen av landet, 300 km sydväst om huvudstaden Wien. Toppen på Himmelwand är 2 251 meter över havet.
Terrängen runt Himmelwand är mycket bergig. Närmaste större samhälle är Lienz, 10,0 km söder om Himmelwand. 
I omgivningarna runt Himmelwand växer i huvudsak blandskog. Runt Himmelwand är det ganska glesbefolkat, med 27 invånare per kvadratkilometer.